# Фотонный кристалл
Фотонный кристалл — структура с периодически изменяющейся диэлектрической проницаемостью либо неоднородностью, период которой сравним с длиной волны света.

## Определения
1. Это материал, структура которого характеризуется периодическим изменением показателя преломления в пространственных направлениях[1].
2. В другой работе[2] встречается расширенное определение фотонных кристаллов — «фотонными кристаллами принято называть среды, у которых диэлектрическая проницаемость периодически меняется в пространстве с периодом, допускающим брэгговскую дифракцию света».
3. В третьей работе[3] встречается определение фотонных кристаллов в иной форме — «уже более 10 лет на слуху „структуры с фотонной запрещённой зоной“, которые получили краткое название фотонные кристаллы (photonic crystals)».
4. Фотонные кристаллы — пространственно-периодические твердотельные структуры, диэлектрическая проницаемость которых промодулирована с периодом, сравнимым с длиной волны света[4]

## Общая информация
Фотонные кристаллы, благодаря периодическому изменению коэффициента преломления, позволяют получить разрешённые и запрещённые зоны для энергий фотонов, аналогично полупроводниковым материалам, в которых наблюдаются разрешённые и запрещённые зоны для энергий носителей заряда. Практически, это значит, что если на фотонный кристалл падает фотон, обладающий энергией (длиной волны, частотой), которая соответствует запрещённой зоне данного фотонного кристалла, то он не может распространяться в фотонном кристалле и отражается обратно. И наоборот, это значит что если на фотонный кристалл падает фотон, обладающий энергией (длиной волны, частотой), которая соответствует разрешённой зоне данного фотонного кристалла, то он может распространяться в фотонном кристалле. Другими словами, фотонный кристалл выполняет функцию оптического фильтра, и именно его свойствами обусловлены яркие и красочные цвета опала. В природе фотонные кристаллы также встречаются: на крыльях африканских бабочек-парусников (Papilio nireus), перламутровое покрытие раковин моллюсков, таких, как галиотисы, усики морской мыши и щетинки многощетинкового червя.

## Классификация фотонных кристаллов
Фотонные кристаллы по характеру изменения коэффициента преломления можно разделить на три основных класса:
1. одномерные, в которых коэффициент преломления периодически изменяется в одном пространственном направлении как показано на Рис. 2. На этом рисунке символом Λ обозначен период изменения коэффициента преломления, {\displaystyle n_{1}} и {\displaystyle n_{2}} — показатели преломления двух материалов (но в общем случае может присутствовать любое число материалов). Такие фотонные кристаллы состоят из параллельных друг другу слоев различных материалов с разными коэффициентами преломления и могут проявлять свои свойства в одном пространственном направлении, перпендикулярном слоям. Хиральные жидкие кристаллы относятся к одномерным фотонным кристаллам.
2. двухмерные, в которых коэффициент преломления периодически изменяется в двух пространственных направлениях как показано на Рис. 3. На этом рисунке фотонный кристалл создан прямоугольными областями с коэффициентом преломления {\displaystyle n_{1}}, которые находятся в среде с коэффициентом преломления {\displaystyle n_{2}}. При этом, области с коэффициентом преломления {\displaystyle n_{1}} упорядочены в двумерной кубической решетке. Такие фотонные кристаллы могут проявлять свои свойства в двух пространственных направлениях, и форма областей с коэффициентом преломления {\displaystyle n_{1}} не ограничивается прямоугольниками, как на рисунке, а может быть любой (окружности, эллипсы, произвольная и т. д.). Кристаллическая решётка, в которой упорядочены эти области, также может быть другой, а не только кубической, как на приведённом рисунке.
3. трёхмерные, в которых коэффициент преломления периодически изменяется в трёх пространственных направлениях. Такие фотонные кристаллы могут проявлять свои свойства в трёх пространственных направлениях, и можно их представить как массив объёмных областей (сфер, кубов и т. д.), упорядоченных в трёхмерной кристаллической решётке.
Как и электрические среды в зависимости от ширины запрещённых и разрешённых зон, фотонные кристаллы можно разделить на проводники — способные проводить свет на большие расстояния с малыми потерями, диэлектрики — практически идеальные зеркала, полупроводники — вещества способные, например, выборочно отражать фотоны определённой длины волны и сверхпроводники, в которых благодаря коллективным явлениям фотоны способны распространяться практически на неограниченные расстояния.
Также различают резонансные и нерезонансные фотонные кристаллы. Резонансные фотонные кристаллы отличаются от нерезонансных тем, что в них используются материалы, у которых диэлектрическая проницаемость (или коэффициент преломления) как функция частоты имеет полюс на некоторой резонансной частоте.
Любая неоднородность в фотонном кристалле (например, отсутствие одного или нескольких квадратов на Рис. 3, их больший или меньший размер относительно квадратов оригинального фотонного кристалла и т. д.) называются дефектом фотонного кристалла. В таких областях часто сосредотачивается электромагнитное поле, что используется в микрорезонаторах и волноводах, построенных на основе фотонных кристаллов.

## Методы теоретического исследования фотонных кристаллов, численные методы и программное обеспечение
Фотонные кристаллы позволяют проводить манипуляции с электромагнитными волнами оптического диапазона, причём характеристические размеры фотонных кристаллов часто близки к величине длины волны. Поэтому к ним не применимы методы лучевой теории, а используется волновая теория и решение уравнений Максвелла. Уравнения Максвелла могут быть решены аналитически и численно, но именно численные методы решения используются для исследования свойств фотонных кристаллов наиболее часто по причине их доступности и лёгкой подстройки под решаемые задачи.
Уместно также упомянуть, что используется два основных подхода к рассмотрению свойств фотонных кристаллов — методы для временной области (которые позволяют получить решение задачи в зависимости от временной переменной), и методы для частотной области (которые предоставляют решение задачи в виде функции от частоты).
Методы для временной области удобны в отношении динамических задач, которые предусматривают временну́ю зависимость электромагнитного поля от времени. Они также могут быть использованы для расчёта зонных структур фотонных кристаллов, однако практически сложно бывает выявить положение зон в выходных данных таких методов. Кроме того, при расчёте зонных диаграмм фотонных кристаллов используется преобразование Фурье, частотное разрешение которого, зависит от общего времени расчёта метода. То есть для получения большего разрешения в зонной диаграмме нужно потратить больше времени на выполнение расчётов. Есть ещё и другая проблема — временной шаг таких методов должен быть пропорционален размеру пространственной сетки метода. Требование увеличения частотного разрешения зонных диаграмм требует уменьшения временного шага, а следовательно и размера пространственной сетки, увеличения числа итераций, требуемой оперативной памяти компьютера и времени расчёта. Такие методы реализованы в известных коммерческих пакетах моделирования Comsol Multiphysics (используется метод конечных элементов для решения уравнений Максвелла), RSOFT Fullwave (использует метод конечных разностей), самостоятельно разработанные исследователями программные коды для методов конечных элементов и разностей и др.
Методы для частотной области удобны прежде всего тем, что решение уравнений Максвелла происходит сразу для стационарной системы, и непосредственно из решения определяются частоты оптических мод системы, это позволяет быстрее рассчитывать зонные диаграммы фотонных кристаллов, чем с использованием методов для временной области. К их достоинствам можно отнести число итераций, которое практически не зависит от разрешения пространственной сетки метода и то, что ошибка метода численно спадает экспоненциально с числом проведённых итераций. Недостатками метода являются необходимость расчёта собственных частот оптических мод системы в низкочастотной области для того, чтобы рассчитать частоты в более высокочастотной области, и естественно, невозможность описания динамики развития оптических колебаний в системе. Данные методы реализованы в бесплатном пакете программ MPB и коммерческом пакете. Оба упомянутых программных пакета не могут рассчитывать зонные диаграммы фотонных кристаллов, в которых один или несколько материалов имеют комплексные значения коэффициента преломления. Для исследования таких фотонных кристаллов используется комбинация двух пакетов компании RSOFT — BandSolve и FullWAVE, либо используется метод возмущения
Безусловно, теоретические исследования фотонных кристаллов не ограничиваются только расчётом зонных диаграмм, а также требуют и знаний о стационарных процессах при распространении электромагнитных волн через фотонные кристаллы. Примером может служить задача исследования спектра пропускания фотонных кристаллов. Для таких задач можно использовать оба упомянутых выше подхода исходя из удобства и их доступности, а также методы матрицы переноса излучения, программа для расчёта спекторов пропускания и отражения фотонных кристаллов использующая данный метод, программный пакет pdetool который входит в состав пакета Matlab и упомянутый уже выше пакет Comsol Multiphysics.

## Теория фотонных запрещённых зон
Как выше уже отмечалось, фотонные кристаллы позволяют получить разрешённые и запрещённые зоны для энергий фотонов, аналогично полупроводниковым материалам, в которых существуют разрешённые и запрещённые зоны для энергий носителей заряда. В литературном источнике появление запрещённых зон объясняется тем, что при определённых условиях, интенсивности электрического поля стоячих волн фотонного кристалла с частотами близкими к частоте запрещённой зоны, смещаются в разные области фотонного кристалла. Так, интенсивности поля низкочастотных волн концентрируется в областях с большим коэффициентом преломления, а интенсивности поля высокочастотных — в областях с меньшим коэффициентом преломления. В работе встречается другое описание природы запрещённых зон в фотонных кристаллах: «фотонными кристаллами принято называть среды, у которых диэлектрическая проницаемость периодически меняется в пространстве с периодом, допускающим брэгговскую дифракцию света».
Если излучение с частотой запрещённой зоны было сгенерировано внутри такого фотонного кристалла, то оно не может распространяться в нём, если же такое излучение посылается извне, то оно просто отражается от фотонного кристалла. Одномерные фотонные кристаллы, позволяют получить запрещённые зоны и фильтрующие свойства для излучения, распространяющегося в одном направлении, перпендикулярном слоям материалов, показанных на Рис. 2. Двухмерные фотонные кристаллы могут иметь запрещённые зоны для излучения, распространяющегося как в одном, двух направлениях, так и во всех направлениях данного фотонного кристалла, которые лежат в плоскости Рис. 3. Трёхмерные фотонные кристаллы могут иметь запрещённые зоны как в одном, нескольких или всех направлениях. Запрещённые зоны существуют для всех направлений в фотонном кристалле при большой разнице показателей преломления материалов, из которых состоит фотонный кристалл, определённых формах областей с разными показателями преломления и определённой кристаллической симметрии.
Число запрещённых зон, их положение и ширина в спектре зависит как от геометрических параметров фотонного кристалла (размер областей с разным показателем преломления, их форма, кристаллическая решётка, в которой они упорядочены) так и от показателей преломления. Поэтому, запрещённые зоны могут быть перестраиваемыми, например вследствие применения нелинейных материалов с выраженным эффектом Керра, вследствие изменения размеров областей с разным показателем преломления или же вследствие изменения показателей преломления под воздействием внешних полей.
Рассмотрим зонные диаграммы фотонного кристалла, показанного на Рис. 4. Этот двумерный фотонный кристалл состоит из двух чередующихся в плоскости материалов — арсенида галлия GaAs (основной материал, показатель преломления n=3,53, области чёрного цвета на рисунке) и воздуха (которым наполнены цилиндрические отверстия, обозначены белым цветом, n=1). Отверстия имеют диаметр {\displaystyle d} и упорядочены в гексагональной кристаллической решётке с периодом (расстоянием между центрами соседних цилиндров) {\displaystyle \Lambda }. В рассматриваемом фотонном кристалле отношение радиуса отверстий {\displaystyle r=d/2} к периоду {\displaystyle \Lambda } равно {\displaystyle r/\Lambda =0.4}. Рассмотрим зонные диаграммы для ТЕ (вектор электрического поля направлен параллельно осям цилиндров) и ТМ (вектор магнитного поля направлен параллельно осям цилиндров) показанные на Рис. 5 и 6, которые были рассчитаны для данного фотонного кристалла при помощи бесплатной программы MPB. По оси X отложены волновые векторы в фотонном кристалле, по оси Y отложена нормированная частота, {\displaystyle f_{n}=\Lambda /\lambda } ({\displaystyle \lambda } — длина волны в вакууме) соответствующая энергетическим состояниям. Синие и красные сплошные кривые на этих рисунках представляют собой энергетические состояния в данном фотонном кристалле для ТЕ и ТМ поляризованных волн соответственно. Голубые и розовые области показывают запрещённые зоны для фотонов в данном фотонном кристалле. Чёрные прерывистые линии — это так называемые световые линии (или световой конус) данного фотонного кристалла. Одна из основных областей применения данных фотонных кристаллов — оптические волноводы, и световая линия определяет область, внутри которой располагаются волноводные моды волноводов, построенных с помощью таких фотонных кристаллов, обладающие малыми потерями. Другими словами, световая линия определяет зону интересующих нас энергетических состояний данного фотонного кристалла. Первое, на что стоит обратить внимание — данный фотонный кристалл имеет две запрещённых зоны для ТЕ-поляризованных волн и три широких запрещённых зоны для ТМ-поляризованных волн. Второе — запрещённые зоны для ТЕ и ТМ-поляризованных волн, лежащие в области малых значений нормированной частоты {\displaystyle f_{n}=\Lambda /\lambda =0.3}, перекрываются, а значит, данный фотонный кристалл обладает полной запрещённой зоной в области перекрытия запрещённых зон ТЕ и ТМ волн не только во всех направлениях, но и для волн любой поляризации (ТЕ или ТМ).
Из приведённых зависимостей мы можем определить геометрические параметры фотонного кристалла, первая запрещённая зона которого с значением нормированной частоты {\displaystyle \Lambda /\lambda =0.3}, приходится на длину волны {\displaystyle \lambda =980}нм. Период фотонного кристалла равен {\displaystyle \Lambda =0.3\lambda =294}нм, радиус отверстий равен {\displaystyle r=0.4\Lambda =117.6}нм. Рис. 7 и 8 показывают спектры коэффициента отражения фотонного кристалла с параметрами, определёнными выше для ТЕ и ТМ волн соответственно. Спектры были рассчитаны при помощи программы Translight, при этом предполагалось что данный фотонный кристалл состоит из 8 пар слоёв отверстий и излучение распространяется в направлении Γ-Κ. Из приведённых зависимостей мы можем видеть наиболее известное свойство фотонных кристаллов — электромагнитные волны с собственными частотами, соответствующими запрещённым зонам фотонного кристалла (Рис.5 и 6), характеризуются коэффициентом отражения, близким к единице и подвергаются практически полному отражению от данного фотонного кристалла. Электромагнитные волны с частотами вне запрещённых зон данного фотонного кристалла характеризуются меньшими коэффициентами отражения от фотонного кристалла и полностью или частично проходят через него.

## Изготовление фотонных кристаллов
В настоящее время существует множество методов изготовления фотонных кристаллов, и новые методы продолжают появляться. Некоторые методы больше подходят для формирования одномерных фотонных кристаллов, другие удобны в отношении двумерных, третьи применимы чаще к трёхмерным фотонным кристаллам, четвёртые используются при изготовлении фотонных кристаллов на других оптических устройствах и т. д. Рассмотрим наиболее известные из этих методов.

### Методы, использующие самопроизвольное формирование фотонных кристаллов
При самопроизвольном формировании фотонных кристаллов используются коллоидные частицы (чаще всего используются монодисперсные кварцевые  или полистирольные частицы, но и другие материалы постепенно становятся доступными для использования по мере разработки технологических методов их получения), которые находятся в жидкости и по мере испарения жидкости осаждаются в некотором объёме. По мере их осаждения друг на друга, они формируют трёхмерный фотонный кристалл, и упорядочиваются преимущественно в гранецентрированную или гексагональную кристаллические решетки. Этот метод достаточно медленный, формирование фотонного кристалла может занять недели.
Другой метод самопроизвольного формирования фотонных кристаллов, называемый сотовым методом, предусматривает фильтрование жидкости, в которой находятся частицы, через маленькие поры. Этот метод представлен в работах, позволяет сформировать фотонный кристалл со скоростью, определённой скоростью течения жидкости через поры, но при высыхании такого кристалла образуются дефекты в кристалле.
В работе был предложен метод вертикального осаждения, который позволяет создавать высокоупорядоченные фотонные кристаллы большего размера, чем позволяют получить вышеописанные методы.
Выше уже отмечалось, что в большинстве случаев требуется большой контраст коэффициента преломления в фотонном кристалле для получения запрещённых фотонных зон во всех направлениях. Упомянутые выше методы самопроизвольного формирования фотонного кристалла чаще всего применялись для осаждения сферических коллоидных частиц диоксида кремния, коэффициент преломления которого относительно мал, а значит мал и контраст коэффициента преломления. Для увеличения этого контраста, используется дополнительные технологические шаги (инвертирование), на которых сначала пространство между частицами заполняется материалом с большим коэффициентом преломления, а затем частицы вытравливаются. Пошаговый метод формирования инверсного опала описан в методическом указании по выполнению лабораторной работы.

### Методы травления
Методы травления наиболее удобны для изготовления двухмерных фотонных кристаллов и являются широко используемыми технологическими методами при производстве полупроводниковых приборов. Эти методы основаны на применении маски из фоторезиста (которая задаёт, например, массив окружностей), осаждённой на поверхности полупроводника, которая задаёт геометрию области травления. Эта маска может быть получена в рамках стандартного фотолитографического процесса, за которым следует травление сухим или влажным методом поверхности образца с фоторезистом. При этом, в тех областях, в которых находится фоторезист, происходит травление поверхности фоторезиста, а в областях без фоторезиста — травление полупроводника. Так продолжается до тех пор, пока нужная глубина травления не будет достигнута и после этого фоторезист смывается. Таким образом формируется простейший фотонный кристалл. Недостатком данного метода является использование фотолитографии, наиболее распространённое разрешение которой составляет порядка одного микрона. Как было показано выше в этой статье, фотонные кристаллы имеют характерные размеры порядка сотен нанометров, поэтому использование фотолитографии при производстве фотонных кристаллов с запрещёнными зонами ограниченно разрешением фотолитографического процесса. Тем не менее фотолитография используется, например в работе.
Чаще всего, для достижения нужного разрешения используется комбинация стандартного фотолитографического процесса с литографией при помощи электронного пучка. Пучки сфокусированных ионов (чаще всего ионов Ga) также применяются при изготовлении фотонных кристаллов методом травления, они позволяют удалять часть материала без использования фотолитографии и дополнительного травления. Современные системы, использующие сфокусированные ионные пучки, используют так называемую «карту травления», записанную в специального формата файлы, которая описывает, где пучок ионов будет работать, сколько импульсов ионный пучок должен послать в определённую точку и т. д. Таким образом, создание фотонного кристалла при помощи таких систем максимально упрощено — достаточно создать такую «карту травления» (при помощи специального программного обеспечения), в которой будет определена периодическая область травления, загрузить её в компьютер, управляющий установкой сфокусированного ионного пучка и запустить процесс травления. Для большей скорости травления, повышения качества травления или же для осаждения материалов внутри вытравленных областей используются дополнительные газы. Материалы, осаждённые в вытравленные области, позволяют формировать фотонные кристаллы, с периодическим чередованием не только исходного материала и воздуха, но и исходного материала, воздуха и дополнительных материалов. Пример осаждения материалов при помощи данных систем можно найти в источниках.

### Голографические методы
Голографические методы создания фотонных кристаллов базируются на применении принципов голографии, для формирования периодического изменения коэффициента преломления в пространственных направлениях. Для этого используется интерференция двух или более когерентных волн, которая создаёт периодическое распределение интенсивности электрического поля. Интерференция двух волн позволяет создавать одномерные фотонные кристаллы, трёх и более лучей — двухмерные и трёхмерные фотонные кристаллы.

### Другие методы создания фотонных кристаллов
Однофотонная фотолитография и двухфотонная фотолитография позволяют создавать трёхмерные фотонные кристаллы с разрешением 200нм и использует свойство некоторых материалов, таких как полимеры, которые чувствительны к одно- и двухфотонному облучению и могут изменять свои свойства под воздействием этого излучения.
Литография при помощи пучка электронов является дорогим, но высокоточным методом для изготовления двумерных фотонных кристаллов В этом методе, фоторезист, который меняет свои свойства под действием пучка электронов облучается пучком в определённых местах для формирования пространственной маски. После облучения, часть фоторезиста смывается, а оставшаяся часть используется как маска для травления в последующем технологическом цикле. Максимальное разрешение этого метода — 10нм.
Литография при помощи пучка ионов похожа по своему принципу, только вместо пучка электронов используется пучок ионов. Преимущества литографии при помощи пучка ионов над литографией при помощи пучка электронов заключаются в том, что фоторезист более чувствителен к пучкам ионов, чем электронов и отсутствует «эффект близости» («proximity effect»), который ограничивает минимально возможный размер области при литографии при помощи пучка электронов.

## Применение
Распределённый брэгговский отражатель является уже широко используемым и известным примером одномерного фотонного кристалла.
С фотонными кристаллами связывают будущее современной кибернетики. В данный момент идёт интенсивное изучение свойств фотонных кристаллов, разработка теоретических методов их исследования, разработка и исследование различных устройств с фотонными кристаллами, практическая реализация теоретически предсказанных эффектов в фотонных кристаллах, и предполагается, что:
- Лазеры с фотонными кристаллами позволят получить малосигнальную лазерную генерацию, так называемые низкопороговые и беспороговые лазеры;
- Волноводы, основанные на фотонных кристаллах, могут быть очень компактны и обладать малыми потерями;
- С помощью фотонных кристаллов можно будет создавать среды с отрицательным показателем преломления, что даст возможность фокусировать свет в точку размерами меньше длины волны («суперлинзы»);
- Фотонные кристаллы обладают существенными дисперсионными свойствами (их свойства зависят от длины волны проходящего через них излучения), это даст возможность создавать суперпризмы;
- Новый класс дисплеев, в которых манипуляция цветом пикселей осуществляется при помощи фотонных кристаллов, частично или полностью заменит существующие дисплеи;
- Благодаря упорядоченному характеру явления удержания фотонов в фотонном кристалле, на основе этих сред возможно построение устройств оптической памяти и логических устройств[60][61];
- Фотонные сверхпроводники[62][63] проявляют свои сверхпроводящие свойства при определённых температурах и могут быть использованы в качестве полностью оптических датчиков температуры, способных работать с большими частотами и совмещаться с фотонными изоляторами и полупроводниками.[64]